# Cistoïdeus
Els cistoïdeus (Cystoidea) són una  classe  extinta d'equinoderms. Vivien fixats al fons marí per una tija i s'alimentaven filtrant aigua.

## Registre fòssil
Com moltes altres classes d'equinoderms, els cistoïdeus van aparèixer durant el Ordovicià Inferior, assolint la seva major diversitat durant el Ordovicià Superior i Silurià. es van extingir en el Devonià.

## Característiques
Els cistoïdeus recorden petites maces ("cyste"). Com els seus cosins els  crinoïdeus i blastoïdeus, els cistoïdeus eren suspensívors sèssils, alimentant-se per filtració d'aigua. Com la majoria dels equinoderms, el seu cos estava protegit per un conjunt de plaques calcàries encaixades, formant una teca molt sòlida, ovoide, estructurada en una  simetria pentaradial imperfecta (més rarament trirradial) visible principalment per les cinc àrees ambulacrals i perforada per molts porus (probablement respiratoris, connectats a hidrospires).
La boca se situava en el centre, envoltada per cinc estructures que irradiaven com pètals, de diferents formes, i que sostenien òrgans filtrants molt ramificats anomenats braquioles, que permetien als cistoïdeus filtrar l'aigua per atrapar el plàncton del què s'alimentaven. L'anus estava a un costat de la teca.
La teca estava en l'extrem d'una vareta feta de artells circulars niats (com en els crinoïdeus amb tija), l'altre extrem de la tija estava unit al substrat.

## Taxonomia
La classificació de cistoïdeus és:
- Ordre Aristocystitida †

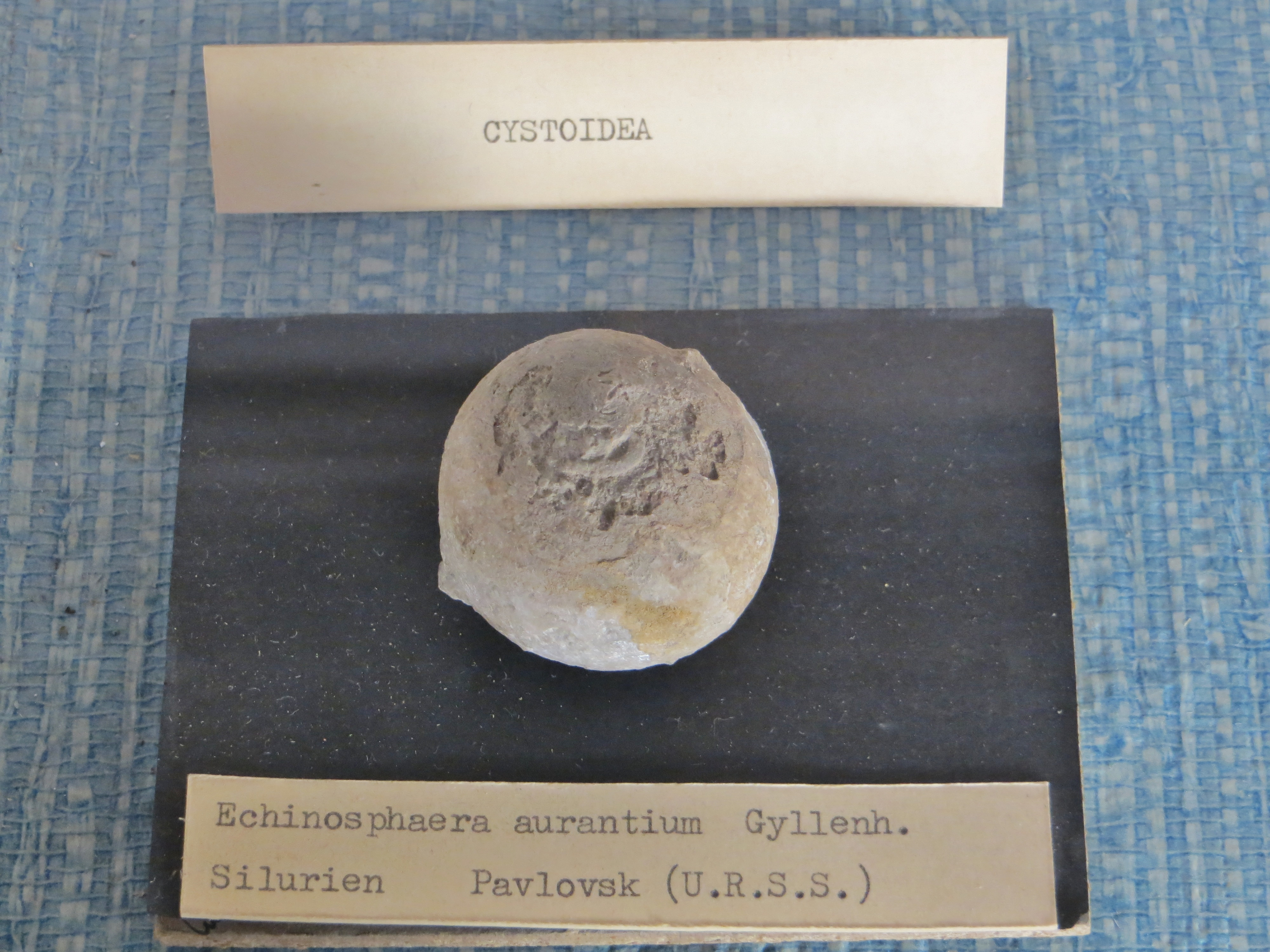
Fòssil d Echinosphaera aurantium (Silurià, MNHN).

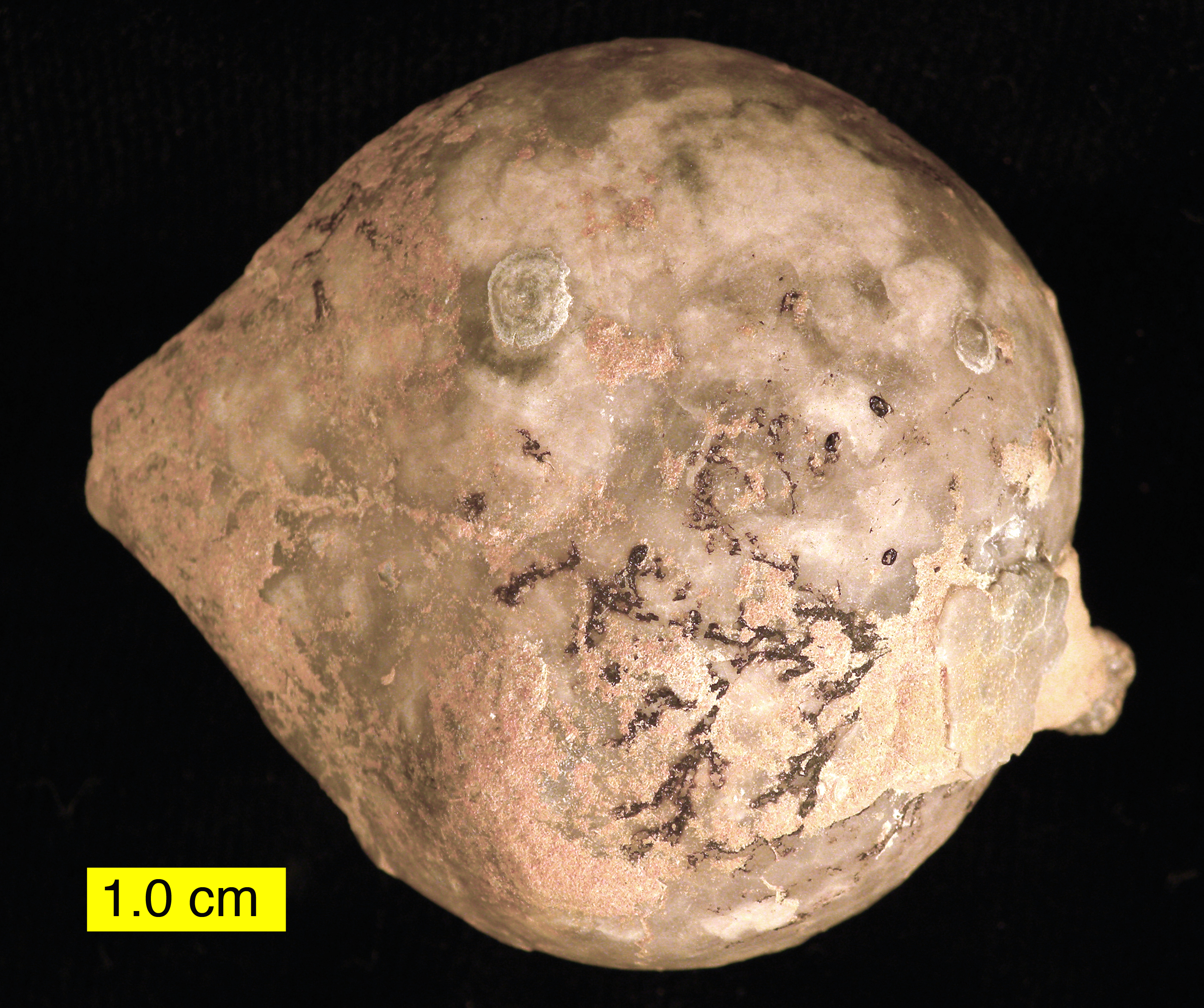
Fòssil d Echinosphaerites.

  - Família Aristocystitidae Neumayr, 1889 †
- Ordre Asteroblastida Bather, 1900 †
  - Família Asteroblastidae Bather, 1900 †
  - Família Mesocystidae Bather, 1899 †
- Ordre Glyptosphaeritida Bernard, 1895 †
  - Família Dactylocystidae Jaekel, 1899 †
  - Família Glyptosphaeritidae Bernard, 1895 †
  - Família Gomphocystitidae Miller, 1889 †
  - Família Protocrinitidae Bather, 1899 †
- Ordre Sphaeronitida Neumayr, 1889 †
  - Família Parasphaeronitidae Bockelie, 1984 †
  - Família Sphaeronitidae Neumayr, 1889 †

Gèneres sense assignar:
- Gènere Asperellacystis Stukalina & Hints, 1987 †
- Gènere Batalleria Chauvel & Melendez, 1978 †
- Gènere Brightonicystis Paul, 1971 †
- Gènere Destombesia Chauvel, 1966 †
- Gènere Eumorphocystis Branson & Peck, 1940 †
- Gènere Flabellicystis Stukalina, 1979 †
- Gènere Glyptosphaeronites †
- Gènere Oanducystis Stukalina, 1979 †
- Gènere Pemphocystis Chauvel, 1966 †
- Gènere Phlyctocystis Chauvel, 1966 †
- Gènere Pyrocystites Barrande, 1887 †
- Gènere Regnellicystis Bassler, 1950 †